# Кашина деле Доне (Лоди)
Кашина деле Доне је насеље у Италији у округу Лоди, региону Ломбардија.
Према процени из 2011. у насељу је живело 18 становника. Насеље се налази на надморској висини од 60 м.